# Vartovna
Rozhledna Vartovna se nachází na stejnojmenném vrchu, kóta 651 m n. m. západně od obce Seninka na Valašsku.

## Historie rozhledny
Rozhledna na Vartovně byla slavnostně zpřístupněna 17. listopadu 2009, stavba trvala 7 měsíců. Autorem je architekt Ivan Bergmann.
Název kopce Vartovna se traduje patrně od počátku 18. století. Tehdy zde vartovaly (strážily) hlídky Portášů a zapalováním ohňů upozorňovaly vrchnost na blížící se nebezpečí.
Přístup na vyhlídku je venkovním levotočivým schodištěm. V patě rozhledny je prostor pro služby návštěvníkům. Přístup na rozhlednu je celoročně volný, o víkendu a svátcích s obsluhou a je zpoplatněn.

## Přístup
K rozhledně vede lesní cesta z obce Seninka po žluté turistické značce (cca 2 km), stezka z Liptálu po zelené značce (4 km). Pěší přístup je možný i ze Vsetína, Pozděchova a Všeminy. K rozhledně rovněž vede cyklotrasa č. 6117 Hornolidečská magistrála.

## Výhled

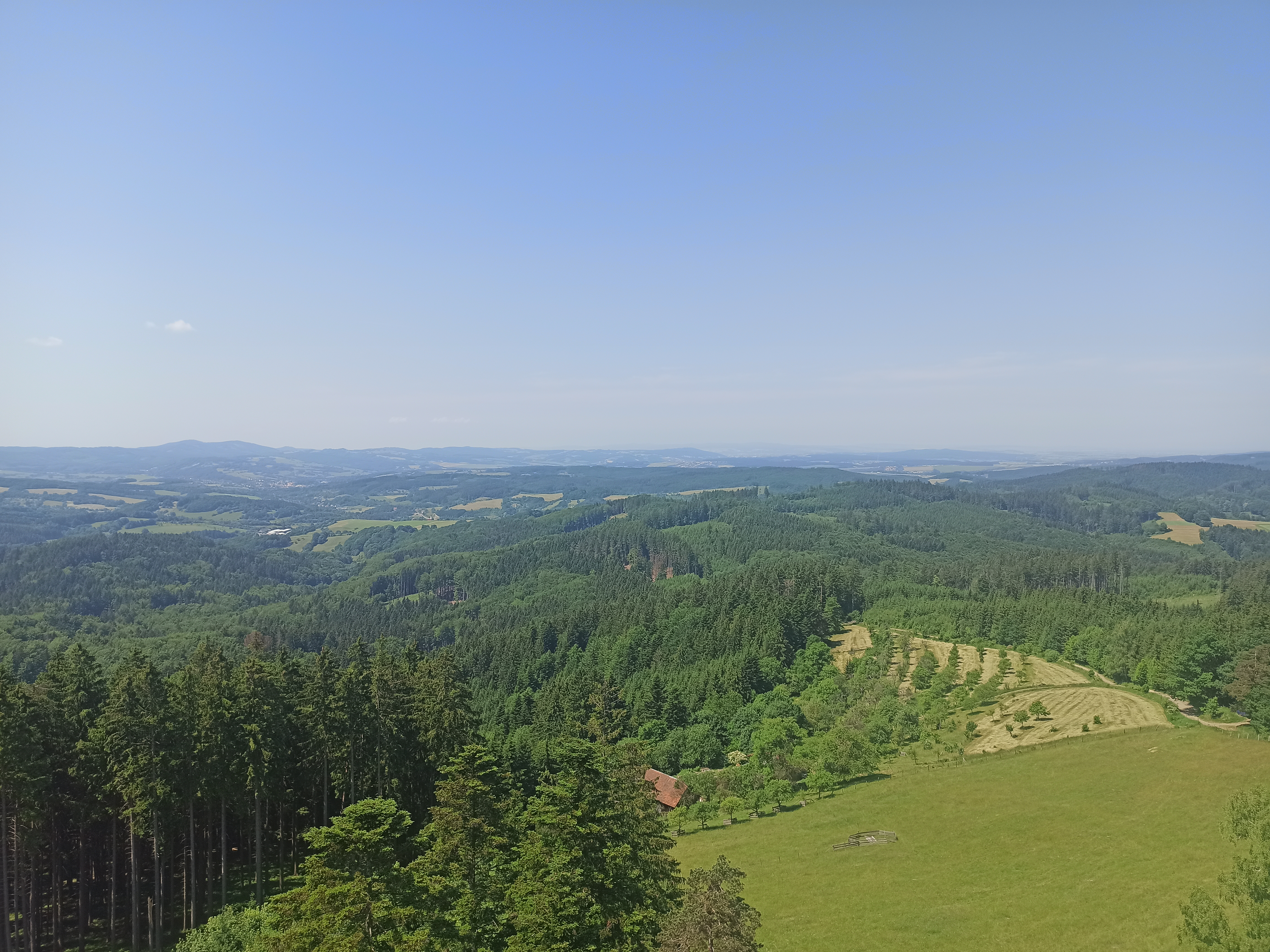
Výhled východním směrem

Na vyhlídkové plošině se nachází pět informačních tabulí s popisem vyhlídky. Je možné spatřit Zlín, dále pak Vizovickou vrchovinu, Javorníky, Hostýnské a Vsetínské vrchy, Chřiby, Beskydy a slovenské pohoří Malá Fatra.